# Брагасон, Бо
Бо Брагасон (англ. Bo Bragason; род. 2004, Чичестер, Юго-Восточная Англия) — британская актриса. На телевидении она известна по ролям в телесериалах BBC One «Три девушки» (2017) и «Причал» (2024), а также в телесериале Disney+ «Разбойница Нелл» (2024). Она также снялась в фильмах «Скрытая любовь» (2007), «Цензор» (2021) и «Вампиры лёгкого поведения» (2024). Она также получила роль принцессы Зельды в предстоящей экранизации «The Legend of Zelda».

## Ранние годы и образование
Брагасон родилась в Чичестере, Западный Суссекс. Семь лет своего детства она провела в Люксембурге и три года на юге Франции. Вернувшись в Англию в 2014 году, семья поселилась в деревне Мир в Чешире. Брагасон посещала расположенную неподалёку Академию Натсфорда. Она присоединилась к театру «Маленький театр Натсфорда», а затем к Национальному молодёжному театру. Она также посещала субботние занятия в драматическом театре Дэвида Джонсона в Манчестере.

## Карьера
Будучи ещё совсем младенцем, Брагасон сыграла второстепенную роль в франкоязычном фильме 2007 года «Скрытая любовь». Десять лет спустя Брагасон дебютировала на телевидении в роли Рэйчел Уиншоу в мини-сериале 2017 года «Три девушки» на канале BBC One. За этим последовало появление в выпусках антологий «Двигаясь вперёд» (также на канале BBC One) и «Creped Out» на канале CBBC.
Брагасон вернулась к съемкам в фильме «Кингсглейв: Последняя фантазия XV», где использовалась технологию захвата движений. Затем она появилась в фильме ужасов Прано Бейли-Бонд 2021 года «Цензор». В том же году Брагасон разделила роль Веры с Флоренс Хант в сценической адаптации «Форс-мажора» в театре Donmar Warehouse.
В 2024 году Брагасон сыграла главные роли: Рокси Троттер в фэнтезийном приключенческом телесериале Disney+ «Разбойница Нелл» с Луизой Харланд и Эми Найтли в криминальной драме BBC One «Причал» с Дженной Коулман, а также сыграла роль Клары в фильме «Вампиры лёгкого поведения» от режиссера Эйрос Лин. У Брагасон скоро появится роль в средневековой драме BBC One «Король и завоеватель».
В июле 2025 года было объявлено, что Брагасон сыграет главную роль принцессы Зельды в экранизации «The Legend of Zelda» от Nintendo вместе с Бенджамином Эваном Эйнсуортом.

## Фильмография
| Год  |   | Русское название                  | Оригинальное название         | Роль                      |
| ---- | - | --------------------------------- | ----------------------------- | ------------------------- |
| 2007 | ф | Скрытая любовь                    | Hidden Love                   | младенец                  |
| 2016 | ф | Кингсглейв: Последняя фантазия XV | Kingsglaive: Final Fantasy XV | захват движения юной Луны |
| 2017 | с | Три девушки                       | Three Girls                   | Рэйчел Уиншоу             |
| 2018 | с | Двигаясь вперёд                   | Moving On                     | Лин                       |
| 2021 | ф | Цензор                            | Censor                        | старшая дочь              |
| 2024 | ф | Вампиры лёгкого поведения         | The Radleys                   | Клара Рэдли               |
| 2024 | с | Разбойница Нелл                   | Renegade Nell                 | Рокси Джексон             |
| 2024 | с | Причал                            | The Jetty                     | Эми Найтли                |
| 2027 | ф | Легенда о Зельде                  | The Legend of Zelda           | Зельда                    |
| TBA  | с | Король и завоеватель              | King and Conqueror            | Гуннхильд                 |

## Театр
- «Форс-мажор» (2021), Вера — Donmar Warehouse, Лондон